# Urvillea chacoensis
Urvillea chacoensis är en kinesträdsväxtart som beskrevs av A.T. Hunziker. Urvillea chacoensis ingår i släktet Urvillea och familjen kinesträdsväxter. Inga underarter finns listade i Catalogue of Life.